# Polystalactica perroudi
Polystalactica perroudi är en skalbaggsart som beskrevs av Hermann Rudolph Schaum 1844. Polystalactica perroudi ingår i släktet Polystalactica och familjen Cetoniidae. Utöver nominatformen finns också underarten P. p. massarti.